# إيفون فرانك
إيفون فرانك (بالألمانية: Yvonne Frank) هي لاعب هوكي الحقل ألمانية، ولدت في 7 فبراير 1980 في دويسبورغ في ألمانيا.

## وصلات خارجية
- إيفون فرانك على موقع الاتحاد الدولي للهوكي (الإنجليزية)
- إيفون فرانك على موقع اللجنة الأولمبية الدولية (الإنجليزية)
- إيفون فرانك على موقع أوليمبيديا (الإنجليزية)
- إيفون فرانك على موقع اللجنة الأولمبية الألمانية (الألمانية)